# أليسيو سابيوني
أليسيو سابيوني (بالإيطالية: Alessio Sabbione) (12 ديسمبر 1991 بجنوة في إيطاليا - ) هو لاعب كرة قدم إيطالي في مركز الدفاع. لعب مع نادي كاربي ونادي كروتوني وUS Sestri Levante 1919 ‏ وسستريسي كالسيو 1919 ‏ وSSD Sanremese Calcio ‏ وإيه جي نوسرينا 1910 ‏.

## وصلات خارجية
- أليسيو سابيوني على موقع قاعدة بيانات كرة القدم.إي يو (الإنجليزية)
- أليسيو سابيوني على موقع Soccerbase.com (لاعب) (الإنجليزية)
- أليسيو سابيوني على موقع Soccerway.com (الإنجليزية)
- أليسيو سابيوني على موقع عالم كرة القدم.نت (الإنجليزية)
- أليسيو سابيوني على موقع AS.com (الإسبانية)
- أليسيو سابيوني على موقع GSA (الإنجليزية)